# Liste von Sakralbauten in Werbach
Die Liste von Sakralbauten in Werbach nennt Kirchengebäude und sonstige Sakralbauten im Gemeindegebiet von Werbach im Main-Tauber-Kreis in Baden-Württemberg.

## Sakralbauten in Werbach

### Christentum
Die katholischen Sakralbauten im Gemeindegebiet von Werbach gehören zur Seelsorgeeinheit Großrinderfeld-Werbach im Dekanat Tauberbischofsheim. Die evangelischen Sakralbauten im Gemeindegebiet von Werbach sind zwei Kirchengemeinden im Kirchenbezirk Wertheim zugeordnet.

#### Kirchengebäude und Kapellen
| Name                              | Konfession | Ort           | Bild | Koordinaten                 |
| --------------------------------- | ---------- | ------------- | --- | --------------------------- |
| 14-Heiligen-Kapelle               | r.-k.      | Brunntal      | | 49° 40′ 54″ N, 9° 42′ 1″ O  |
| 14-Heiligen-Kapelle               | r.-k.      | Gamburg       | | 49° 41′ 51″ N, 9° 35′ 28″ O |
| Evangelische Kirche               | ev.        | Niklashausen  | | 49° 42′ 10″ N, 9° 37′ 0″ O  |
| Evangelische Kirche               | ev.        | Wenkheim      | Bild gesucht Die Wikipedia wünscht sich an dieser Stelle ein Bild vom Ort mit diesen Koordinaten 49.69906 9.70484 . Motiv: Evangelische Kirche Wenkheim Falls du dabei helfen möchtest, erklärt die Anleitung , wie das geht. BW | 49° 41′ 57″ N, 9° 42′ 17″ O |
| Maria-Hilf-Kapelle (Waldkapelle)  | r.-k.      | Gamburg       | | 49° 41′ 19″ N, 9° 36′ 41″ O |
| Maria-Hilf-Kapelle                | r.-k.      | Werbach       | | 49° 40′ 6″ N, 9° 38′ 31″ O  |
| St. Laurentius                    | r.-k.      | Werbachhausen | | 49° 40′ 46″ N, 9° 40′ 58″ O |
| St. Maria                         | r.-k.      | Wenkheim      | | 49° 41′ 56″ N, 9° 42′ 14″ O |
| St. Martin                        | r.-k.      | Werbach       | | 49° 40′ 13″ N, 9° 38′ 18″ O |
| St. Martin                        | r.-k.      | Gamburg       | | 49° 41′ 41″ N, 9° 36′ 7″ O  |
| St. Michael                       | r.-k.      | Brunntal      | | 49° 41′ 0″ N, 9° 41′ 44″ O  |
| Wallfahrtskapelle Liebfrauenbrunn | r.-k.      | Werbach       | | 49° 40′ 11″ N, 9° 39′ 43″ O |

#### Kreuzweg
Der folgende Freilandkreuzweg besteht im Gemeindegebiet von Werbach:
| Name                                           | Konfession | Ort     | Bild | Koordinaten                 |
| ---------------------------------------------- | ---------- | ------- | ---- | --------------------------- |
| Kreuzweg zur Wallfahrtskapelle Liebfrauenbrunn | r.-k.      | Werbach |      | 49° 40′ 15″ N, 9° 39′ 56″ O |

#### Mariengrotte
Folgende Mariengrotte beziehungsweise Lourdesgrotte besteht im Gemeindegebiet von Werbach:
| Name         | Konfession | Ort           | Bild | Koordinaten                 |
| ------------ | ---------- | ------------- | ---- | --------------------------- |
| Mariengrotte | r.-k.      | Werbachhausen |      | 49° 40′ 46″ N, 9° 40′ 59″ O |

#### Friedhöfe
In den sechs Ortsteilen von Werbach bestehen folgende christliche Friedhöfe:
| Name     | Ort           | Bild | Koordinaten                 |
| -------- | ------------- | --- | --------------------------- |
| Friedhof | Brunntal      | Bild gesucht Die Wikipedia wünscht sich an dieser Stelle ein Bild vom hier behandelten Ort. Weitere Infos zum Motiv findest du vielleicht auf der Diskussionsseite . Falls du dabei helfen möchtest, erklärt die Anleitung , wie das geht. BW | 49° 41′ 1″ N, 9° 41′ 45″ O  |
| Friedhof | Gamburg       | Bild gesucht Die Wikipedia wünscht sich an dieser Stelle ein Bild vom hier behandelten Ort. Weitere Infos zum Motiv findest du vielleicht auf der Diskussionsseite . Falls du dabei helfen möchtest, erklärt die Anleitung , wie das geht. BW | 49° 41′ 53″ N, 9° 36′ 6″ O  |
| Friedhof | Niklashausen  | Bild gesucht Die Wikipedia wünscht sich an dieser Stelle ein Bild vom hier behandelten Ort. Weitere Infos zum Motiv findest du vielleicht auf der Diskussionsseite . Falls du dabei helfen möchtest, erklärt die Anleitung , wie das geht. BW | 49° 42′ 11″ N, 9° 37′ 3″ O  |
| Friedhof | Wenkheim      | Bild gesucht Die Wikipedia wünscht sich an dieser Stelle ein Bild vom hier behandelten Ort. Weitere Infos zum Motiv findest du vielleicht auf der Diskussionsseite . Falls du dabei helfen möchtest, erklärt die Anleitung , wie das geht. BW | 49° 41′ 55″ N, 9° 42′ 16″ O |
| Friedhof | Werbach       | Bild gesucht Die Wikipedia wünscht sich an dieser Stelle ein Bild vom hier behandelten Ort. Weitere Infos zum Motiv findest du vielleicht auf der Diskussionsseite . Falls du dabei helfen möchtest, erklärt die Anleitung , wie das geht. BW | 49° 40′ 19″ N, 9° 38′ 30″ O |
| Friedhof | Werbachhausen | | 49° 40′ 38″ N, 9° 40′ 51″ O |

### Judentum
Die folgenden jüdischen Sakralbauten des ehemaligen Bezirksrabbinats Wertheim bestanden oder bestehen im Gemeindegebiet von Werbach:
| Name                        | Ort      | Bild | Koordinaten                |
| --------------------------- | -------- | ---- | -------------------------- |
| Jüdischer Friedhof Wenkheim | Wenkheim |      | 49° 42′ 6″ N, 9° 43′ 5″ O  |
| Synagoge (heute Museum)     | Wenkheim |      | 49° 41′ 59″ N, 9° 42′ 5″ O |

### Islam
Im Gemeindegebiet von Werbach besteht keine Moschee. Die Muslime besuchen gewöhnlich die nächstgelegene Moschee Lauda oder die Moschee Wertheim.